# Lockheed Constellation
El Lockheed Constellation (apodado "Connie") es un avión comercial de cuatro hélices con motores a pistón, fabricado por Lockheed Corporation entre 1943 y 1958 en su planta de Burbank, California. Se produjeron un total de 856 aeronaves de diversos modelos, todos distinguidos por su empenaje de triple estabilizador vertical (tres colas) y fuselaje en forma de delfín. La mayor parte estaba propulsado por cuatro motores radiales Wright R-3350 de 18 cilindros, dispuestos en doble estrella. El Constellation fue avión comercial de pasajeros, de transporte militar, y de carga. Participó en el Puente Aéreo de Berlín a finales de los años 1940 y en el de Biafra. Fue el avión presidencial del presidente estadounidense Dwight D. Eisenhower y el primero en ser designado "Air Force One".

## Diseño y desarrollo

### Estudios iniciales
Lockheed estaba trabajando desde 1937 en el L-044 Excalibur, un avión comercial de cuatro motores con cabina presurizada derivado del bimotor Lockheed 14. En 1939 la aerolínea Trans World Airlines, bajo la influencia de Howard Hughes –su accionista mayoritario– solicitó a Lockheed un avión comercial transcontinental (que pudiera ir de costa a costa de los Estados Unidos) de 40 pasajeros con un alcance de 5630 km –excediendo por un gran margen las características del diseño del Excalibur. Los requerimientos de TWA resultaron en el L-049 Constellation, diseñado por ingenieros de Lockheed que incluían a Kelly Johnson y Hall Hibbard. Willis Hawkins, otro ingeniero de Lockheed, sostuvo que la función del programa Excalibur era en realidad encubrir el desarrollo del Constellation.

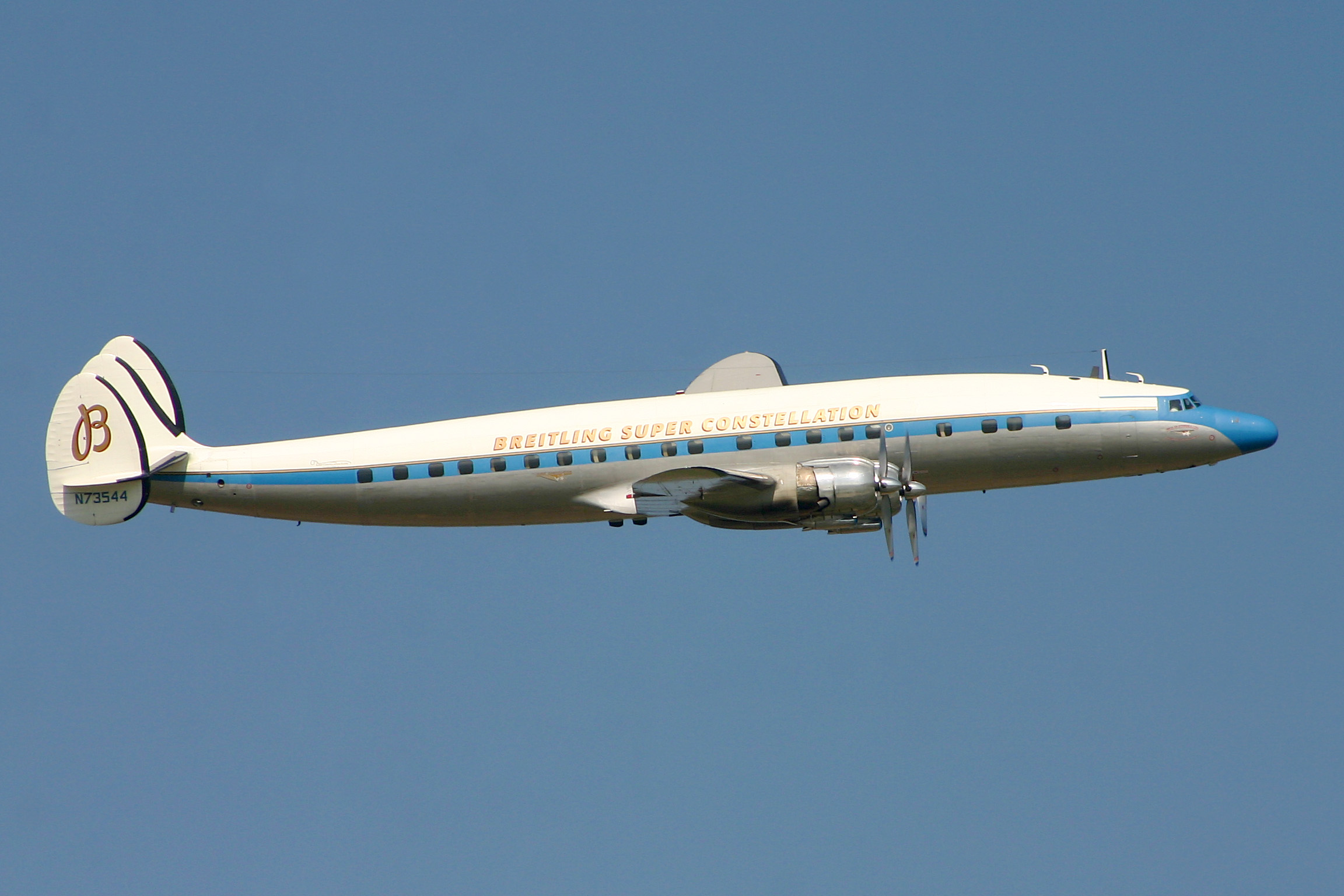
Un C-121C Constellation preservado, con matrícula N73544, en vuelo en 2004.

### Desarrollo del Constellation
El diseño del ala del Constellation era sumamente similar a la del P-38 Lightning, diferenciándose principalmente en su mayor escala. La cola distintiva del avión con sus tres estabilizadores verticales le permitía mantener su altura total baja para poder entrar en los hangares existentes, e incorporó novedosos sistemas como controles asistidos hidráulicamente y sistema eléctrico de deshielo en los bordes de ataque de las alas y la cola. Se proyectó para ser el primer avión comercial presurizado, sin embargo y debido a las circunstancias que se desarrollaron mientras se encontraba en construcción, fue superado por el Boeing 307 en ser el primer avión de pasajeros en ofrecer dicha característica al público; sin embargo, y debido a ajustes en esta tecnología, la presurización se suspendió en el 307 por algunos meses haciendo que el Constellation fuera el primer avión de línea presurizado que utilizaran muchos viajeros. El avión tenía una velocidad máxima superior a los 600 km/h, mayor que la conseguida por el caza japonés Mitsubishi Zero, y una velocidad de crucero de 550 km/h (medida entonces en millas por hora, 340) con un techo de vuelo de 24 000 pies (7300 m).
De acuerdo a Anthony Sampson en la publicación Empires of the Sky, el intrincado diseño pudo haber sido llevado a cabo por Lockheed, pero la forma, capacidades, apariencia y esencia del Constellation fueron guiados por las exigencias de Hughes durante el proceso de diseño. Sin embargo, Lockheed sostiene que Hughes se empeñó en proponer las características inusuales que debería tener el avión en relación con sus contemporáneos (presurización, velocidad y alcance) y el avión fue enteramente diseñado por un grupo de ingenieros liderado por Kelly Johnson y Hall Hibbard.
TWA hizo un pedido inicial de 40 Constellation, de modo que tuviera exclusividad del desarrollo del avión frente a sus aerolíneas competidoras, otorgándole una ventaja de aproximadamente dos años; por lo mismo, el desarrollo del Constellation constituye uno de los secretos corporativos mejor guardados durante el siglo XX en Estados Unidos.

### Motor del Constellation
A mediados de 1939, Lockheed comenzó a trabajar en el Excalibur 39A que se convertiría formalmente en el L-049 Constellation. Se proyectó para llevar tentativamente cuatro motores recíprocos Wright R-3350 Duplex-Cyclone, motores radiales de 18 cilindros en doble estrella creados por Wright Aeronautical a partir de su exitoso modelo R-1820 Cyclone 9 y en respuesta competitiva a los motores Pratt & Whitney de doble estrella. Sin embargo y a pesar de llevar dos años en el mercado (fue encendido por primera vez en 1937), el R-3350 no era del todo fiable; su cilindrada (3350 pulgadas cúbicas o 54 900 cm³ de desplazamiento) lo ubicaba como una opción intermedia entre el R-2800 Double Wasp y el R-4360 Wasp Major de Pratt & Whitney, pero su baja fiabilidad en condiciones prolongadas de uso no logró ser lo suficientemente buena para competir con el P&W R-2800 o convencer a clientes potenciales iniciales como la Armada de los Estados Unidos, organismo militar que estableció los requerimientos y la orden de numerosas aeronaves equipadas con el R-2800 de Pratt & Whitney que se usarían en la Segunda Guerra Mundial en el Teatro del Pacífico. Sin embargo, y a pesar de que se consideró la propulsión con cuatro P&W R-2800 para el Constellation, Lockheed optó por mantener su propuesta inicial al usar Wright R-3350; este motor tuvo una lenta evolución tecnológica debido a su complejidad mecánica y sólo vio uso operativo hasta su inclusión en el prototipo Douglas XB-19 en 1941; aunque el XB-19 fue cancelado debido a que en 1940 (un año antes de su vuelo de prueba) la USAAC presentó un contrato con mayores requisitos de radio de alcance para un bombardero pesado, el diseño resultante de esta solicitud fue el Boeing B-29 Superfortress que contemplaba el uso de cuatro motores R-3350 y aún en 1943 (cinco años después de su corrida inicial) era propenso a incendios en vuelo. Esta característica determinaría más tarde problemas para el Lockheed Constellation.

## Historia operacional

### Segunda Guerra Mundial

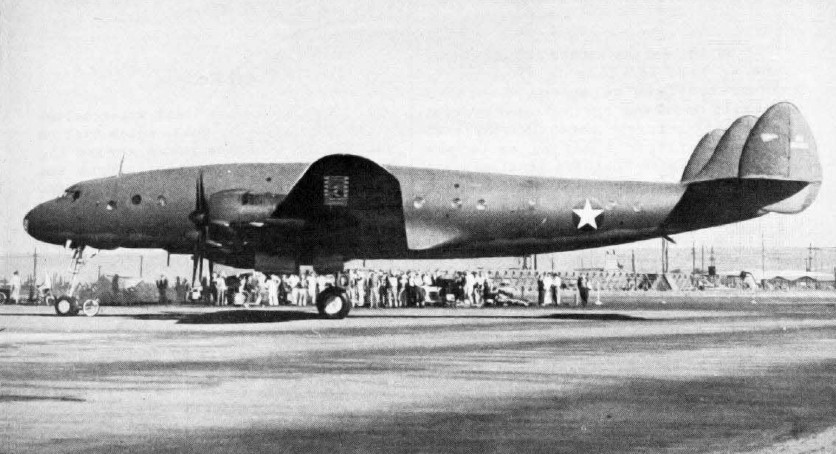
El primer Lockheed Constellation el 9 de enero de 1943.

Con el comienzo de la participación de Estados Unidos en la Segunda Guerra Mundial, el secreto de producción del Constellation se reveló y los aviones de TWA que se estaban produciendo fueron convertidos bajo orden gubernamental en transportes militares C-69 Constellation, con una orden de 202 aviones destinados a las Fuerzas Aéreas del Ejército de los Estados Unidos (USAAF).
El primer prototipo (aún con matrícula civil NX 25600) voló el 9 de enero de 1943, en un corto vuelo de prueba desde Burbank hasta Muroc Field; para la ocasión participó el piloto de pruebas Edmund T. "Eddie" Allen, piloto de Boeing que fue convocado a probar el avión, dada su experiencia con el control del motor R-3350 durante el desarrollo del Boeing B-29; el piloto de pruebas Milo Burcham de Lockheed se sentó en el puesto del copiloto. A bordo también se encontraban Rudy Thorem y Kelly Johnson.
Lockheed propuso el modelo L-249 como bombardero de largo alcance. Recibió la designación militar XB-30 pero el avión no se desarrolló. Otro plan para realizar un transporte de tropas de largo alcance, el C-69B (el modelo L-349 ordenado por Pan Am en 1940 como el L-149) se canceló. Se construyó un único C-69C (L-549) para transporte VIP de 43 plazas en la planta de Burbank en 1945.
El C-69 fue usado como un transporte de tropas de largo alcance y gran velocidad durante la guerra. Se completaron un total de 22 C-69s antes del fin de las hostilidades, pero no todos lograron entrar en servicio. La USAAF canceló la orden remanente en 1945.

### Uso en la Posguerra

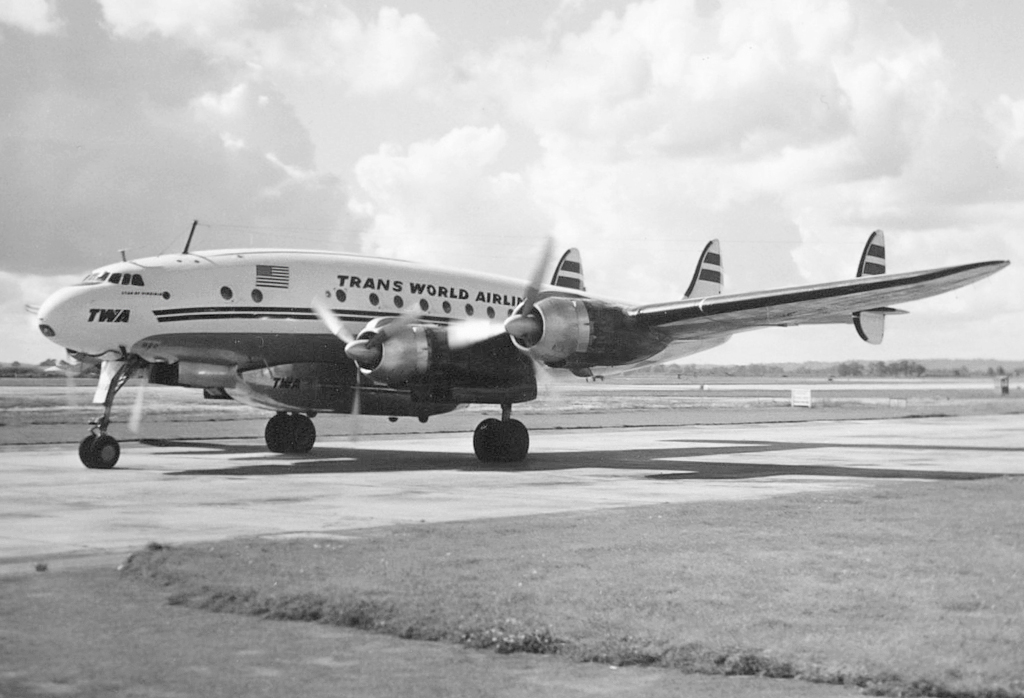
Un L-749 Constellation de TWA en Heathrow en 1954 con un compartimiento de carga ventral conocido como "Speedpack"

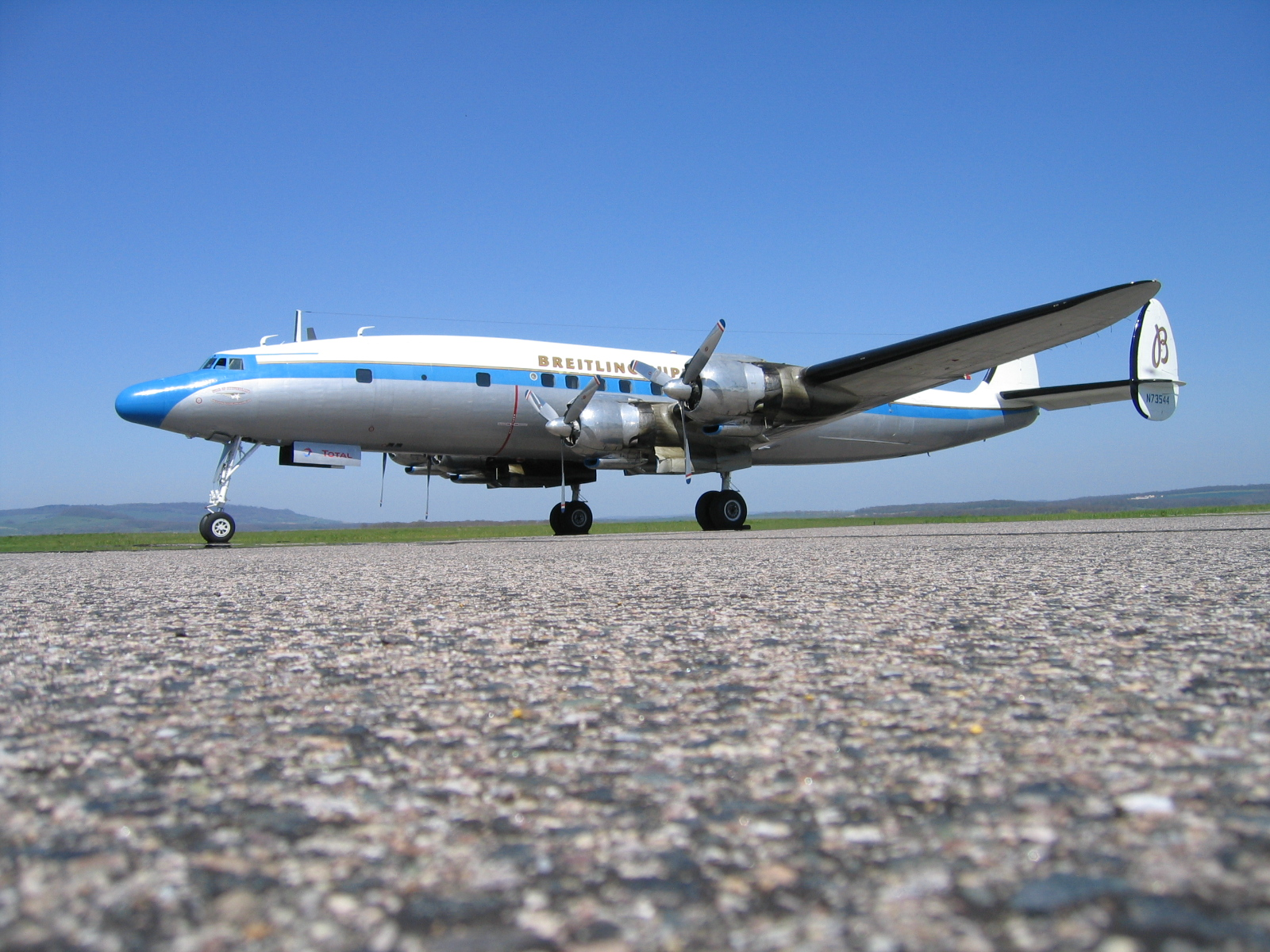
Un Super Constellation (C-121C) durante un entrenamiento de pilotaje para la ruta Épinal - Mirecourt, Francia

Tras la Segunda Guerra Mundial el Constellation regresó a su función original convirtiéndose en un avión comercial popular y veloz. Los aviones que estaban produciéndose como transportes militares C-69 para la USAAF se completaron como aviones de aerolínea civil, con TWA recibiendo su primer avión el 1 de octubre de 1945. El vuelo de prueba transatlántico inaugural de TWA despegó de Washington D. C. el 3 de diciembre de 1945, llegando a París al día siguiente, el 4 de diciembre, pasando por Gander (Terranova, Canadá) y Shannon (Irlanda). que eran las escalas habituales en los vuelos trasatlanticos de la época.
El servicio de rutas transatlánticas de Trans World Airlines comenzó oficialmente el 6 de febrero de 1946, con la ruta Nueva York – París del Constellation. Pan American World Airways por su parte, inauguró el 17 de junio de 1947 el primer servicio jamás realizado de vuelos periódicos alrededor del mundo con su L-749 Clipper America, el renombrado vuelo "Pan Am 1" que funcionó hasta 1982.
Al tratarse del segundo avión comercial de cabina presurizada, el Constellation ayudó a establecer el transporte aéreo asequible y cómodo para las masas. Aerolíneas operadoras del Constellation incluyen a TWA, Eastern Air Lines, Avianca, Pan American World Airways, Air France, BOAC, KLM, Qantas, Lufthansa, Iberia, Panair do Brasil, TAP Portugal, Trans-Canada Air Lines (luego llamada Air Canada), Aer Lingus, VARIG, Cubana de Aviación y Línea Aeropostal Venezolana.

### Dificultades iniciales
El Constellation sufrió tres accidentes en los primeros 10 meses de servicio, que interrumpieron temporalmente su carrera como avión de pasajeros:
- El 18 de junio de 1946, el motor de un Constellation de Pan Am se incendió y se desprendió; la tripulación logró un aterrizaje de emergencia sin pérdidas humanas; el mismo avión hizo un vuelo de regreso cruzando toda Norteamérica para recibir servicio técnico, completado en 11 horas y media y volando con tres motores.[12]
- El 11 de julio, un avión de Transcontinental and Western Air fue víctima de un incendio en vuelo, estrellándose en campo abierto y matando a sus 6 ocupantes.

Los accidentes llevaron a que se suspendiera el certificado de aeronavegabilidad del Constellation hasta que Lockheed pudiera modificar el diseño. Para entonces el Constellation probó ser susceptible a tener fallas de motor, el Wright R-3350; el motor se incendiaba debido al recalentamiento de la bancada de cilindros trasera, mientras que el alto contenido de magnesio de la aleación de la que estaba hecho el cigüeñal aumentaba la temperatura del incendio de forma alarmante, potenciando los daños provocados y comprometiendo la estructura de las alas (causa de la caída del segundo prototipo del Boeing B-29 en el que falleció Edmun T. Allen).  Gracias a la incorporación de cubiertas de acero inoxidable fue posible reducir el efecto destructivo de los incendios, al mismo tiempo que Wright mejoró la ventilación de los cilindros posteriores, reemplazó el carburador por inyección directa en cada cilindro, y en posguerra (para modelos posteriores al L-049) fue incorporado el sistema Turbo-Compound que mejoraba el rendimiento total del motor. Antes de la regla ETOPS y para garantizar la seguridad en vuelo, los viajes interoceánicos sólo podían llevarse a cabo por aviones de más de dos motores y que en consecuencia, necesitaran de ingeniero de vuelo; por esta razón, al Constellation se le llegó a conocer en algunos círculos como "El mejor Trimotor del mundo" en referencia a sus problemas iniciales de propulsión.

### Marcas
Esbelto y potente, el Constellation fijó una serie de marcas desde su aparición; el 17 de abril de 1944, el segundo C-69 en producción pilotado por Howard Hughes y el presidente de TWA Jack Frye, voló desde Burbank (California) hasta Washington D. C. en 6 horas y 57 minutos (aproximadamente 3700 km a una velocidad promedio de 532,5 km/h); en el interior del avión viajaba Ava Gardner (novia de Hughes por entonces) y Kelly Johnson. En el viaje de regreso, hicieron una escala en el Wright Field para darle a Orville Wright su último vuelo, más de 40 años después de su histórico primer vuelo. Comentó que la envergadura alar del Constellation era más larga que la distancia que recorrió en su vuelo de 1903.
El 29 de septiembre de 1957, un L-1649A Starliner voló desde Los Ángeles a Londres en 18 horas y 32 minutos (cerca de 8725 km a una velocidad promedio de 470,6 km/h). El L-1649A mantiene la marca del vuelo de pasajeros de mayor duración sin escalas durante su vuelo inaugural en la ruta de TWA desde Londres a San Francisco entre el 1 y 2 de octubre de 1957, en el que el avión se mantuvo en el aire durante 23 horas y 19 minutos, volando un trayecto de 8610 km a una velocidad media de 369,2 m/h.

### Obsolescencia

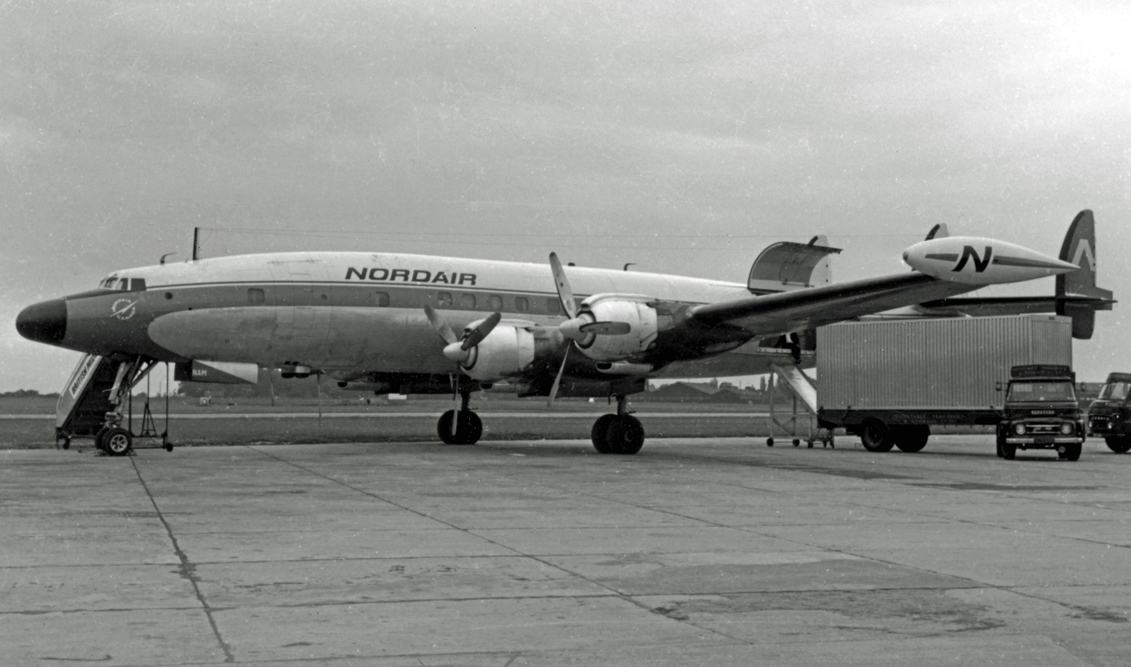
Un L-1049H carguero de Nordair Canadá en el Aeropuerto de Mánchester en 1966

Con el advenimiento de jets de pasajeros como el De Havilland Comet, el Boeing 707, el Douglas DC-8 y el Convair 880, el Constellation propulsado con motores a pistón se volvió obsoleto. Las primeras rutas en ceder ante los aviones con motor a reacción fueron las rutas oceánicas, aunque los Constellation siguieron usándose en rutas nacionales al interior de los Estados Unidos. El último vuelo de pasajeros programado dentro de los 48 estados continentales estadounidenses fue realizado por un L-749 de TWA el 11 de mayo de 1967 desde Filadelfia a Kansas City (Misuri). Sin embargo, los Constellation permanecieron en servicio activo como transporte de carga durante los años siguientes en el interior de los Estados Unidos, y permanecieron como reserva de apoyo al servicio de transporte rápido de Eastern Airlines entre Nueva York, Washington y Boston hasta 1968. Al igual que muchos otros viejos aviones comerciales de hélice, fueron usados para vuelos de madrugada viendo servicio operativo incluso hasta la llegada de la década de 1990, debido a que su relativa baja velocidad no era una desventaja para ese uso. De hecho, un Constellation de Eastern conserva aún la marca de tiempo en un vuelo de Nueva York a Washington en el que transcurrieron cerca de 30 minutos desde su despegue hasta tocar suelo; esta marca es posible gracias a que se estableció antes de que la FAA restringiera la velocidad de tránsito por debajo de 10 000 pies a 250 nudos indicados (aproximadamente 460 km/h) en el interior de los Estados Unidos con la norma FAR 91.117.
Una de las razones que definen la elegancia del aparato se debe a la forma del fuselaje –un perfil que varía de forma continua y sin ninguna sección estructural igual a otra. Infortunadamente, esta construcción resultaba costosa y fue reemplazada por la forma tubular de los fuselajes que usan aviones comerciales modernos. El tubo es más resistente a cambios de presurización y su producción es más rentable.
Con el fin de la producción del Constellation, Lockheed decidió no competir dentro del mercado de la primera generación de jets comerciales en favor de contratos militares más lucrativos, restringiendo su participación en el mercado civil al modesto turbohélice Lockheed L-188 Electra; Lockheed no construiría nuevamente otro avión civil de pasajeros de gran tamaño hasta el desarrollo del L-1011 TriStar que debutó en 1972. A pesar de ser una maravilla tecnológica, el L-1011 fue un fracaso comercial y Lockheed abandonó definitivamente su participación en el mercado de aviones comerciales en 1983.

## Variantes
Ver artículos principales: Lockheed L-049/C-69 Constellation, Lockheed L-649 Constellation, Lockheed L-749 Constellation, Lockheed L-1049 Super Constellation, Lockheed L-1249 Super Constellation, Lockheed L-1649 Starliner, Lockheed C-121 Constellation, Lockheed EC-121 Warning Star, y Lista de modelos de la familia Lockheed Constellation.

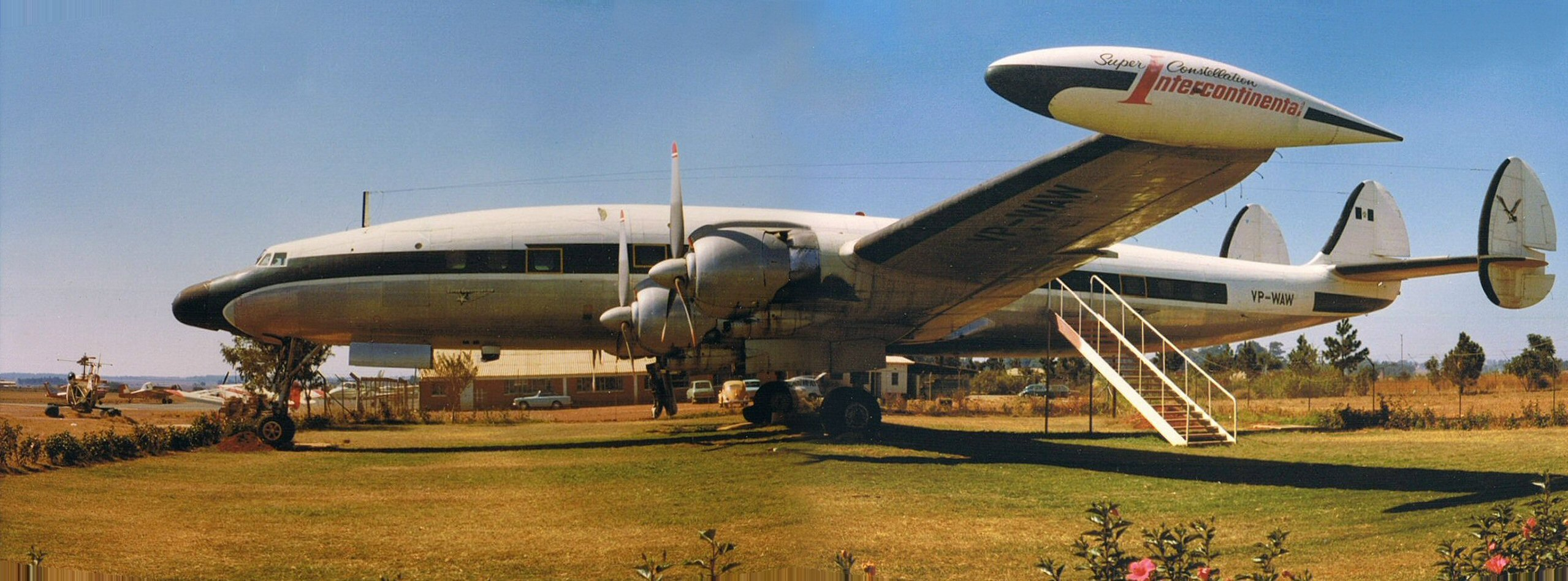
Un Super Constellation en el Aeropuerto Charles Prince, Rodesia (hoy Zimbabue) en 1975. Usado como sede de un club aéreo.

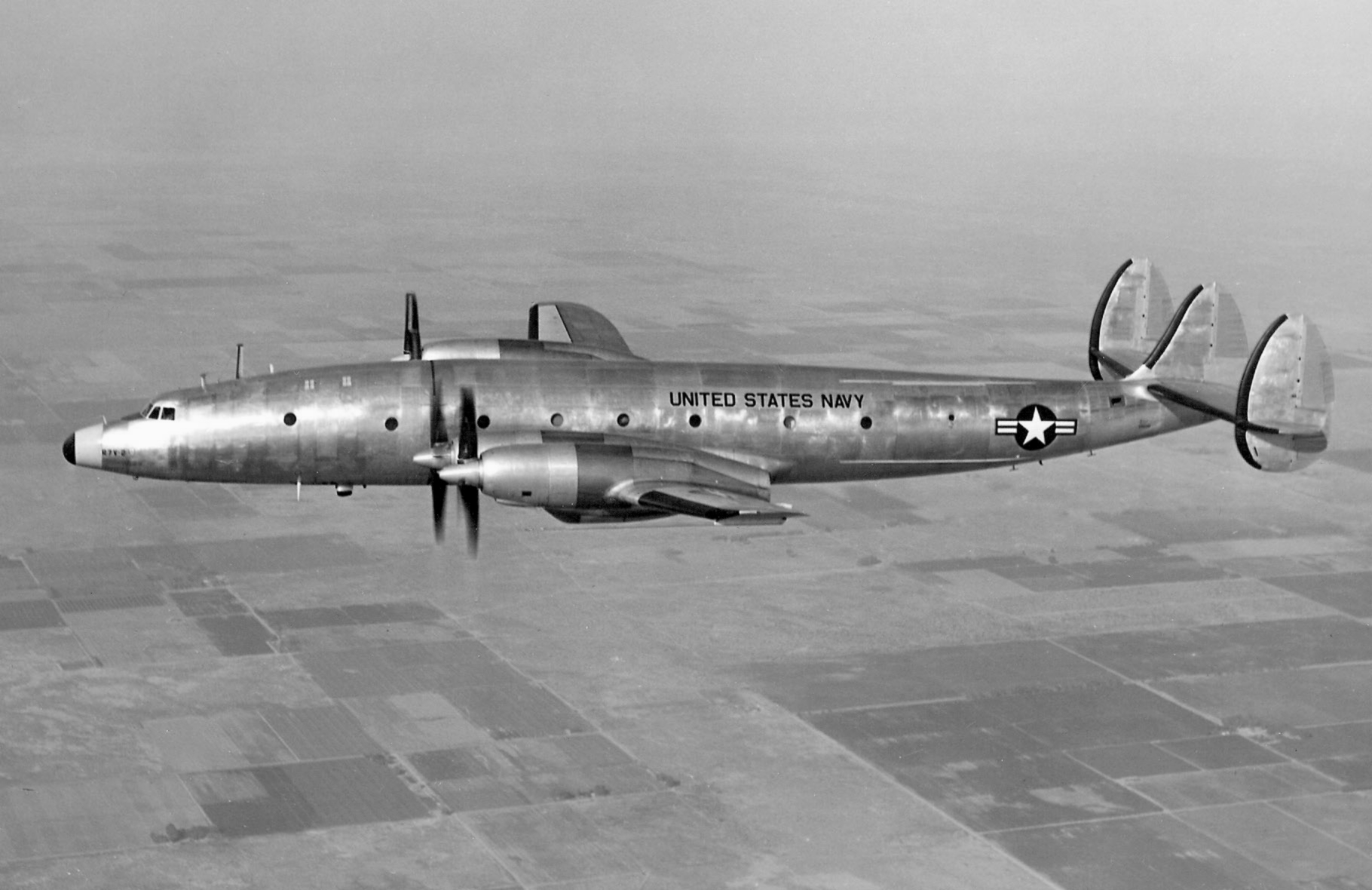
Un R7V-2 (L-1249) de la Armada de los Estados Unidos en vuelo. El L-1249 usaba motores turbohélice Pratt & Whitney T34 en lugar de los radiales Wright R-3350.

Las versiones militares iniciales llevaron la designación L-049 de Lockheed; a medida que se acercaba el fin de la Segunda Guerra Mundial, algunos fueron completados como versiones civiles Constellation L-049 sucedidas por el L-149 (un L-049 modificado para llevar tanques de combustible más amplios). El primer Constellation en ser construido específicamente para transporte de pasajeros fue el L-649 de mayor potencia y el L-749 (versión con tanques de punta de ala), así como el L-849 (una versión que nunca se construyó, con la que se pensaba introducir los motores R-3350 Turbo-Compound que más tarde se usarían en el L-1049), el L-949 (versión experimental no construida, pensada para llevar una acomodación concentrada de pasajeros y convertible en transporte de carga, una configuración conocida hoy como "combi"), y sucedidos por el L-1049 Super Constellation (de fuselaje más largo), el L-1149 (que se propuso para poder llevar motores turbojet Allison) y el L-1249 (similar al L-1149, construido como R7V-2/YC-121F); se propuso el L-1449 (versión no construida de un L-1049G con fuselaje alargado en 140 cm, nuevo diseño de alas y propulsado por motores a reacción), y el L-1549 (proyecto no realizado en el que se buscaba alargar el L-1449 en 240 cm); luego se introdujo el L-1649 Starliner (usando el fuselaje del L-1049G con un nuevo diseño de alas). Las versiones militares incluyen al C-69 y C-121 para las Fuerzas Aéreas del Ejército de los Estados Unidos/Fuerza Aérea; para la Armada fueron designados los R70, R7V-1 (correspondientes al L-1049B civil), EC-121 WV-1 (L-749A) WV-2 (L-1049B, conocido ampliamente como el Willie Victor) y muchas otras variantes específicas de EC-121.

## Operadores
Luego del pedido inicial realizado por TWA durante la Segunda Guerra Mundial, el número de clientes aumentó rápidamente con una petición que superó más de 800 aviones producidos. En el servicio militar, la Armada de los Estados Unidos y la Fuerza Aérea utilizaron la variante militar EC-121 Warning Star hasta 1978, más de 40 años después desde que se comenzaran los trabajos para el primer L-049. La primera aerolínea hispanoamericana en usar Super Constellation fue Cubana de Aviación, y la primera en hacerlo en un país asiático fue Pakistan International Airlines. A mediados de los años cincuenta, Avianca comenzó a usar el Constellation, operación que terminó a finales de los años sesenta cuando sus últimos Connies se vendieron a Tran Peruana.
En 1963, C.A.E.U.A. (Compañía Aérea Uruguaya Sociedad Anónima) operó los siguientes Lockheed Constellations:
CX-BBM Lockheed L-749A-79-3 c/n 2661 ex KLM PH-TFG "Friesland" CX-BBN Lockheed L-749A-79-33 c/n 2641 ex KLM PH-TFE "Utrecht" CX-BCS Lockheed L-749A-79-33 c/n 2640 ex KLM PH-TFD "Arnhem"
y en 1966 CX-BEM Lockheed L-1049H c/n 4818 ex N101R(leased)

## Sobrevivientes
De uso comercial

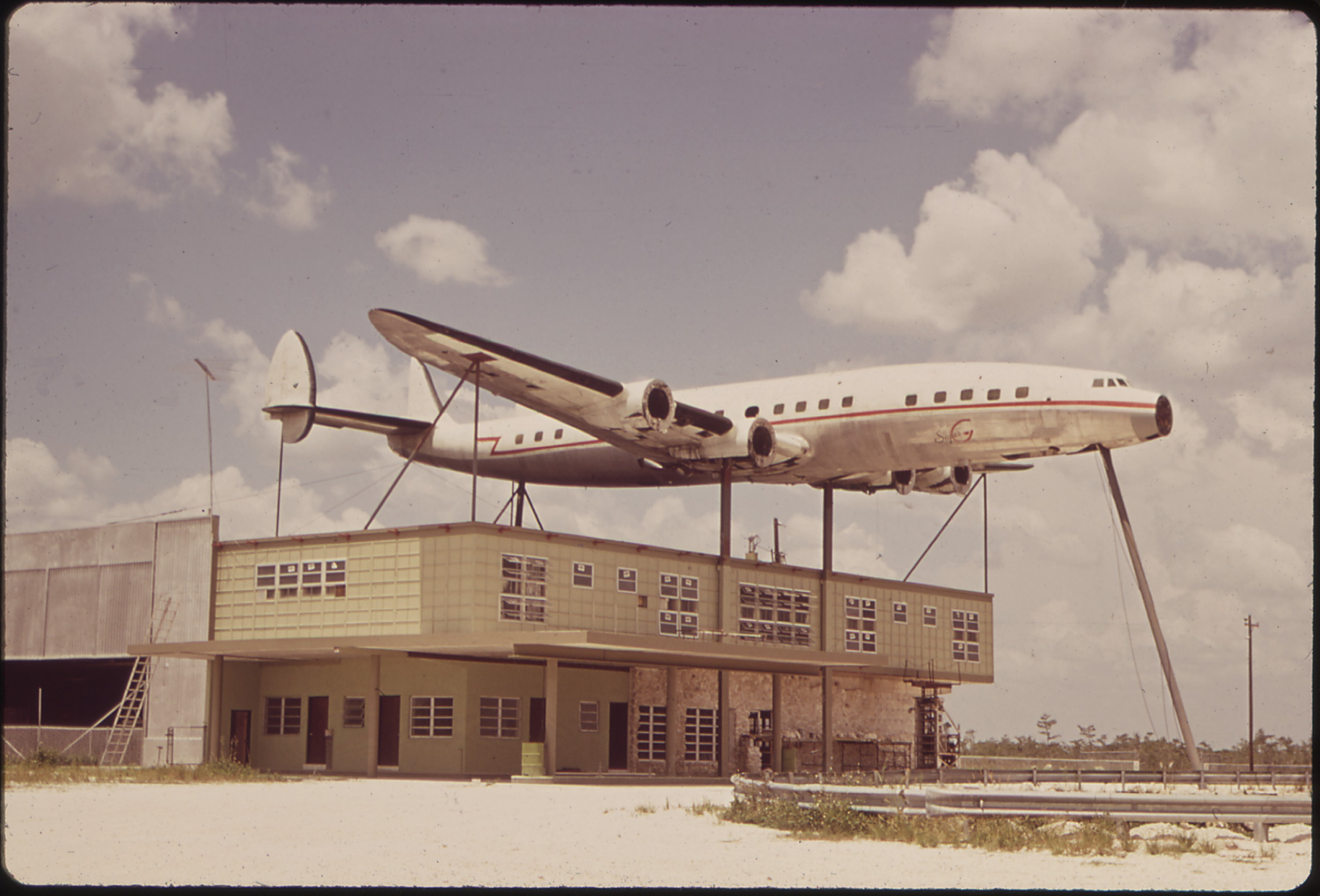
Exhibición abandonada de un Constellation en Florida. (Década de 1970)

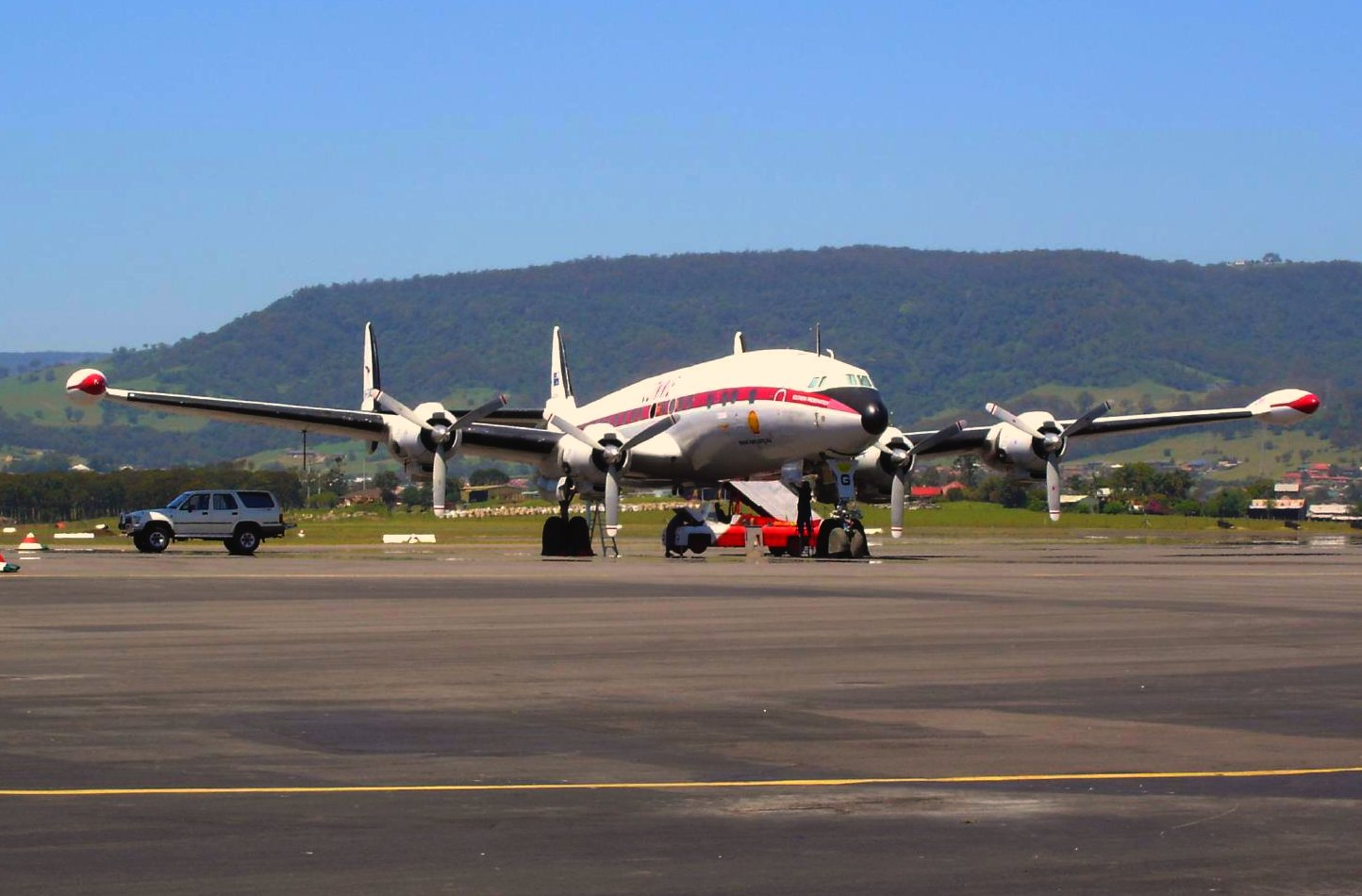
Super Connie de HARS en Wollongong, 2004

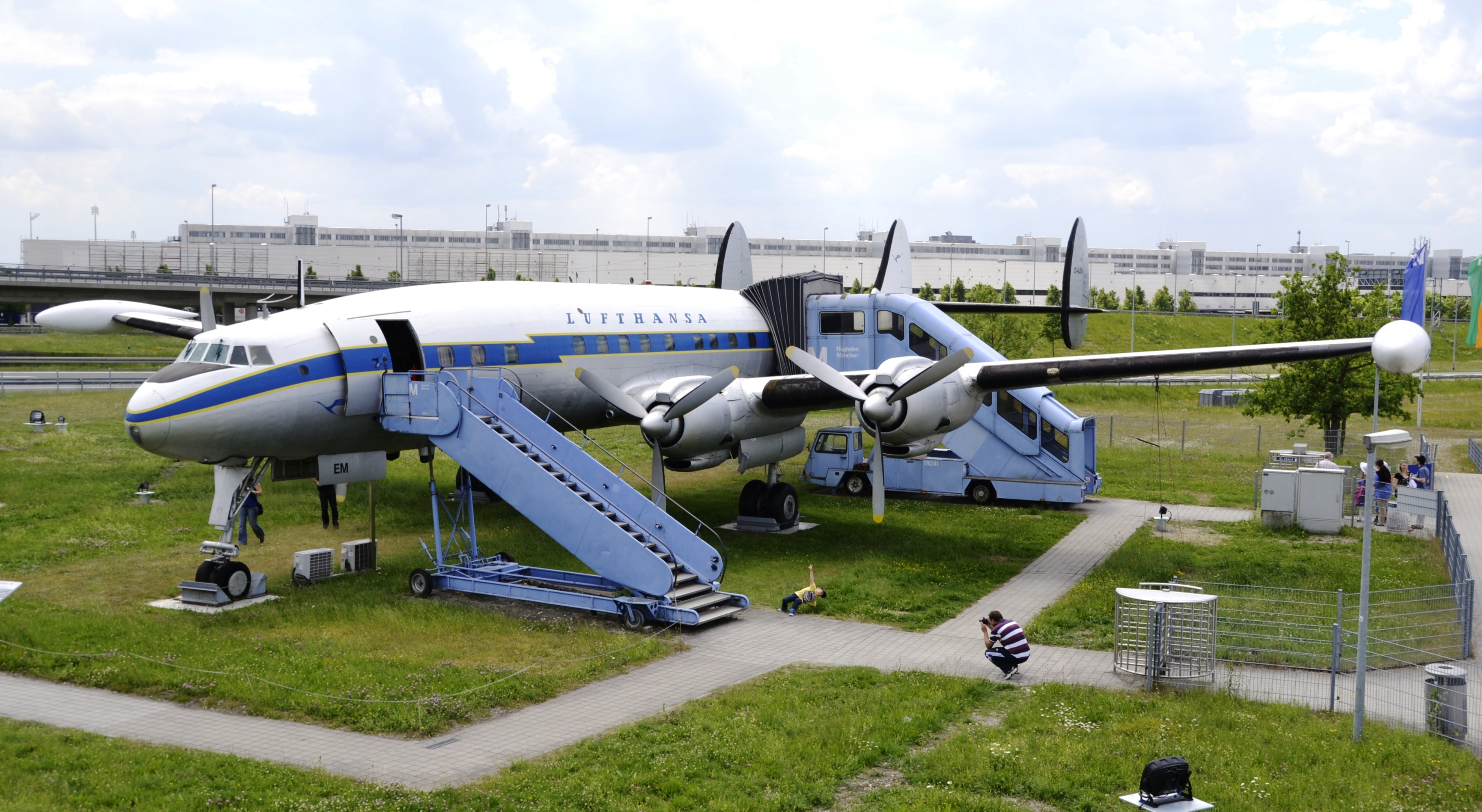
Lockheed L-1049 G Super Constellation exhibido cerca al Aeropuerto Internacional de Múnich-Franz Josef Strauss

- El Super Constellation de Breitling: el fabricante de relojes suizos Breitling patrocinó la restauración de un C-121C Super Constellation, con número de registro N73544, preservado en Basilea y desde entonces incluido dentro de su publicidad. Este avión ahora porta la matrícula de registro en la aviación suiza HB-RSC.[22]
- La Sociedad de Restauración de Aviones Históricos (o HARS, acrónimo de Historical Aircraft Restoration Society) aseguró y restauró un C-121 Super Constellation que perteneció a la USAF (número de construcción 54-0157). El avión fue pintado en un esquema de pintura que asemeja al usado por Qantas (usando la misma tipografía del logo de Qantas, distribuido a lo largo del fuselaje, con la palabra "CONNIE" en su lugar) y fue registrado en Australia con la matrícula VH-EAG. Se encuentra en condiciones óptimas de vuelo, y opera desde Wollongong.[23]
- Un Constellation L-1049H que fue construido originalmente en 1957, guardado durante varios años, fue entregado como carguero a Slick Airways y restaurado en 1986 por Save-a-Connie, Inc, una organización con sede en Kansas City, Misuri, hoy conocida como Airline History Museum. Aunque fue pintado inicialmente con los colores rojo y blanco de Save-a-Connie, fue repintado con el esquema de TWA en la década de 1950 para que se pareciera a su Constellation original bautizado "Star of America".[24] El avión apareció en la otrora terminal de TWA del Aeropuerto Internacional John F. Kennedy de Nueva York, diseñada por Eero Saarien, como parte del evento conmemorativo del 75.º aniversario de la aerolínea con el trabajo de pintura del avión donado para la ocasión por TWA en Kansas City. El "Star of America" se ha usado en varios espectáculos aéreos e incluso apareció en El Aviador, la película dirigida por Martin Scorsese de 2004 en la que se recrean varios momentos semi biográficos de Howard Hughes, quien fuera propietario de TWA en algún momento y a quien se acredita en ocasiones el diseño y desarrollo de la primera serie de Constellation; en dicha escena, se recrea el momento en que se suspende el certificado de aeronavigabilidad de los primeros Constellation, y aunque el avión sirvió como representación de los colores de TWA para la ocasión, corresponde a un modelo de Constellation fabricado años después de que sucediera la suspensión.[25] Vuela y participa en eventos de exhibición aérea desde 2009.
- Un L-1049G Super Constellation se encuentra en una exhibición cerca del Aeropuerto Internacional de Múnich-Franz Josef Strauss en Múnich, Alemania, con los colores de Lufthansa y su histórica matrícula D-ALEM, en representación del primer avión de fuselaje alargado de Lufthansa en 1955.[26]
- Un Super Constellation bautizado City of Miami está aparcado en una pista fuera de uso en el Aeropuerto Rafael Hernández en Aguadilla, Puerto Rico. Fue golpeado por un DC-4 que se salió de pista en el Aeropuerto Aguadilla-Borinquen el 3 de febrero de 1992, resultando en daños en el ala derecha y su costilla principal.[27]
- Un L-1649A de Trek Airways (con matrícula ZS-DVJ y número de construcción 1042) se encuentra en exhibición en el Aeropuerto Internacional de Johannesburgo-Oliver Reginald Tambo, Sudáfrica, en el área ocupada por el departamento técnico de South African Airways. El avión es propiedad de la Sociedad Museo de South African Airways.[28]

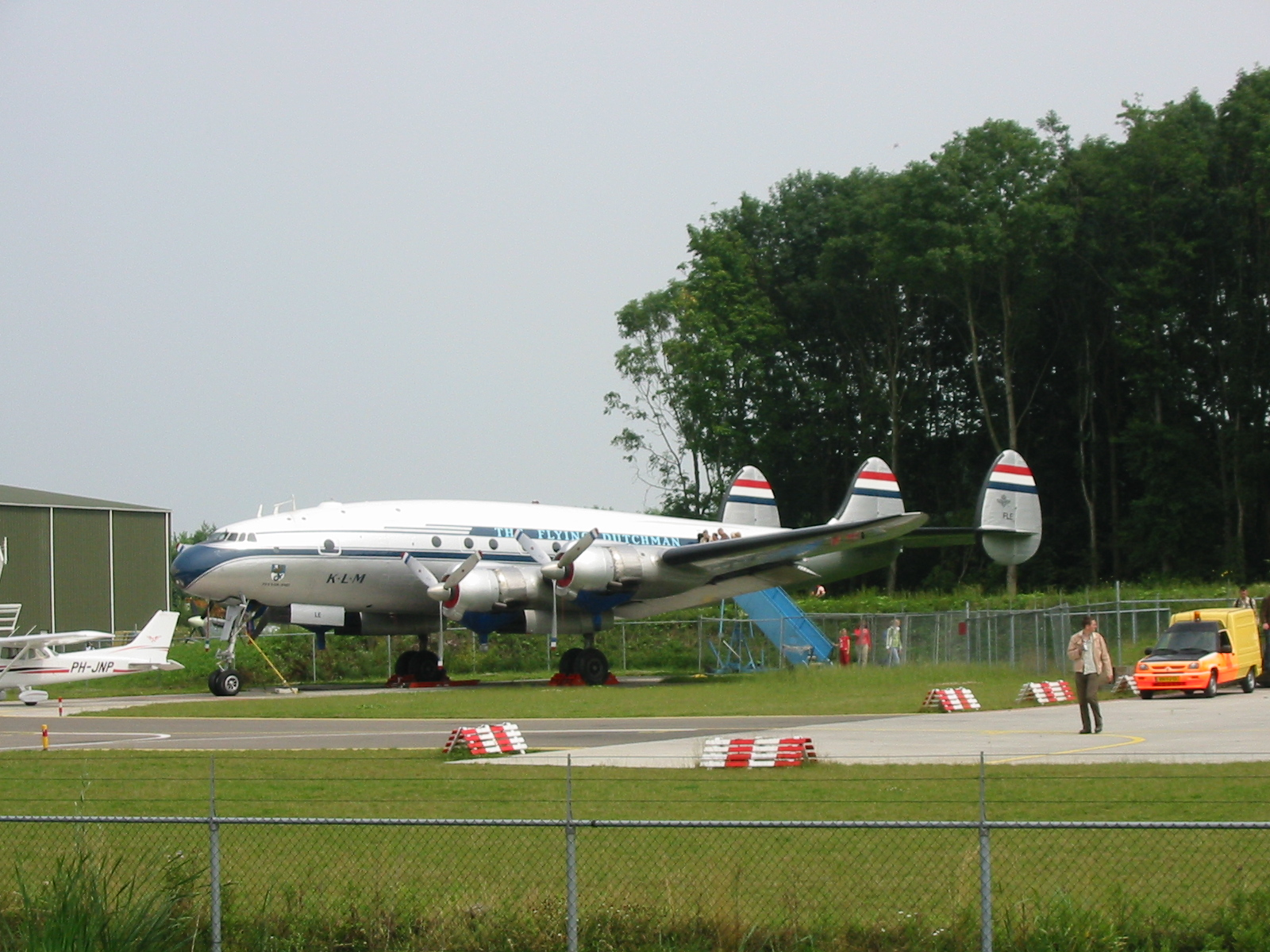
El L-749A restaurado en Aviodrome

- El museo de aviación Nationaal Luchtvaart-Themapark (Aviodrome) ubicado en el aeropuerto de Lelystad, Holanda, adquirió un Constellation VC-121A. Fue restaurado a condiciones de vuelo y transportado desde Tucson, Arizona (EUA) a Países Bajos, donde continuó su restauración. Ahora está pintado con el esquema de KLM usado en la década de 1950, representando un Lockheed L-759A de los que operaba KLM. Gracias a la donación por Korean Air de dos motores en condiciones operativas, el avión pudo volar nuevamente en 2009. Fue rebautizado como Flevoland, y es la única versión "corta" del Constellation que vuela en la actualidad.
- Un Constellation con matrícula HL4003 de la antigua Korean National Airlines se encuentra en exhibición en el Aeropuerto Jeongseok en la Isla Jesu, Corea del Sur. Su propietario actual, Korean Air, mantiene el avión en condiciones de vuelo y de hecho el avión fue capaz de volar desde Seúl hasta su ubicación actual.[29]
- Otro ejemplar matriculado N7777G se encuentra en una muestra en la planta de Almacenamiento de Grandes Objetos ubicada en Wroughton, cerca de Swindon y perteneciente al Museo de Ciencias del Reino Unido; está pintado con un esquema de pintura de TWA (a pesar de que este avión nunca voló para TWA), y sirvió para transportar el equipo de los Rolling Stones durante su gira Australiana de 1973.[30] Es el único Constellation en el Reino Unido y se puede observar en determinados días de apertura.[31]
- Un Constellation L-049 con número de construcción 2072 y registro federal estadounidense N9412H (entregado como el primer Constellation de Air France en junio de 1946 con registro F-BAZA) está aparcado en una zona adyacente a una escuela de aviación y cafetería en el Aeropuerto de Greenwood Lake en West Milford, Nueva Jersey. En mayo de 1976 fue vendido a Frank Lembo Enterprises por 45 000 US$ para ser usado como restaurante y lounge, llegando por vía aérea al aeropuerto en 1977. Luego fue vendido al Estado de Nueva Jersey junto al aeropuerto en el año 2000 y su interior fue remodelado para ser usado como oficina de la escuela de vuelo en 2005.[32]
- Existen dos L-1649A Super Star (mat. N7316C n/cons. 1018 y N8083H. n/c 1038) que pertenecían a Alaska Airlines, están aparcados en un terreno de propiedad privada cerca al Aeropuerto Lewiston-Auburn Municipal en Auburn, Maine. Los dos aviones fueron adquiridos en una subasta por Deutsche Lufthansa Berlin Foundation. Lufthansa Technik North America construyó un hangar en el aeropuerto, que serviría para poner a punto el N7316C para que pudiera quedar en condiciones de vuelo.
- Un Constellation L-049 con matrícula N90831 y c/o 1970, uno de los primeros aviones operados por Trans-World Airlines (TWA) y que fuera inicialmente un transporte C-69 con número de serie 42-94549 se encuentra en la exhibición al aire libre en una fila de aviones comerciales en el Museo Pima del Aire y el Espacio en Tucson, Arizona (EUA).[33]
- Un ejemplar de L-049 (c/o 2071) que perteneciera a KLM y a Capital Airlines, está en el museo Asas de um Sonho (Alas por un sueño), localizado en el campo aéreo de TAM Airlines, en Sao Carlos, Sao Paulo, Brasil. Anteriormente había servido como una atracción recreativa infantil en el Aeropuerto Internacional de Asunción en Paraguay.[34]
- Un Constellation L-749 c/o 2503 está en el Museo del Aire y del Espacio, ubicado en el Aeropuerto de Le Bourget, a 10km al norte de París. Está aparcado en un área de almacenamiento del museo desde 1975 en buenas condiciones y poca corrosión. Fue un « Clipper America» de Pan American (entregado el 6 de junio de 1947 con matrícula N C86520), luego pasó a Aerovías Guest S. A. (XA-GOQ en enero de 1948), a Air France (desde enero de 1949 a octubre de 1960 con registro F-BAZR); luego estuvo en manos de CGTM (Compagnie Générale des Turbo-Machines) matriculado como F-ZVMV y usado como plataforma de prueba para motores en vuelo hasta diciembre de 1974.[35]
- Un Super Constellation L-1049G con matrícula CF-TGE (número de construcción 4544) se encuentra en exposición en el Museum of Flight en Seattle, Washington, con las marcas originales de Trans-Canada Air Lines (la compañía que lo operó entre 1954 y 1960). Luego de su servicio para TCA, fue vendido a World Wide Airways y puesto fuera de servicio en Montreal en 1965. Fue remodelado por un tiempo como bar y restaurante en las afueras de Montreal, luego fue vendido y llevado a Toronto donde fue usado como recinto de convenciones por el Hotel Regal Constellation. Fue vendido nuevamente y guardado en el Aeropuerto Internacional Toronto Pearson hasta que fue vendido y restaurado en Rome, Nueva York, y enviado al Museum of Flight.[36][37]
- Un L-1049G con número de construcción 4519 y matrícula F-BGNJ, que fuera convertido a partir de la variante C, fue entregado a Air France el 2 de noviembre de 1953. Se encuentra en restauración (averiguar) para ser mostrado en el Amicale du Super Constellation localizado en el Aeropuerto de Nantes. Fue actualizado a versión G durante 1956 y fue operado hasta el 8 de agosto de 1967, completando 24 284 horas bajo los colores de Air France. Luego de su retiro, fue enviado a España en donde se registró con la matrícula EC-BEN, volando breves misiones humanitarias y de evacuación médica en Biafra. Fue adquirido por Aero Fret en 1968, y llevado de nuevo a Francia donde se rematriculó como F-BRAD, usado como transporte de carga hasta 1974. Cuando este Constellation aterrizó en Nantes por última vez para ser desguazado, fue salvado por el Sr. Gaborit quien movió el avión con sus propios medios para aparcarlo finalmente cerca de la terminal del aeropuerto y con acceso a visitantes durante algunos años, hasta que la Cámara de Comercio e Industria del Aeropuerto Nantes-Atlantique lo comprara, contratando a Amicale du Super Constellation para que llevaran a cabo una restauración completa del viejo aparato.[38]
- Cerca a Hemerskeil, Alemania, se exhibe un L-1049G de Lufthansa con número de serie 1049G4604 y con matrícula D-ALIN, en el Flugausstellung Hermeskeil. Este es el avión que pilotó Konrad Adenauer hacia Moscú en 1955 para negociar la liberación de prisioneros de guerra alemanes.El Lockheed Constellation en Santa Cruz de la Sierra, conocido como el Avión Pirata.

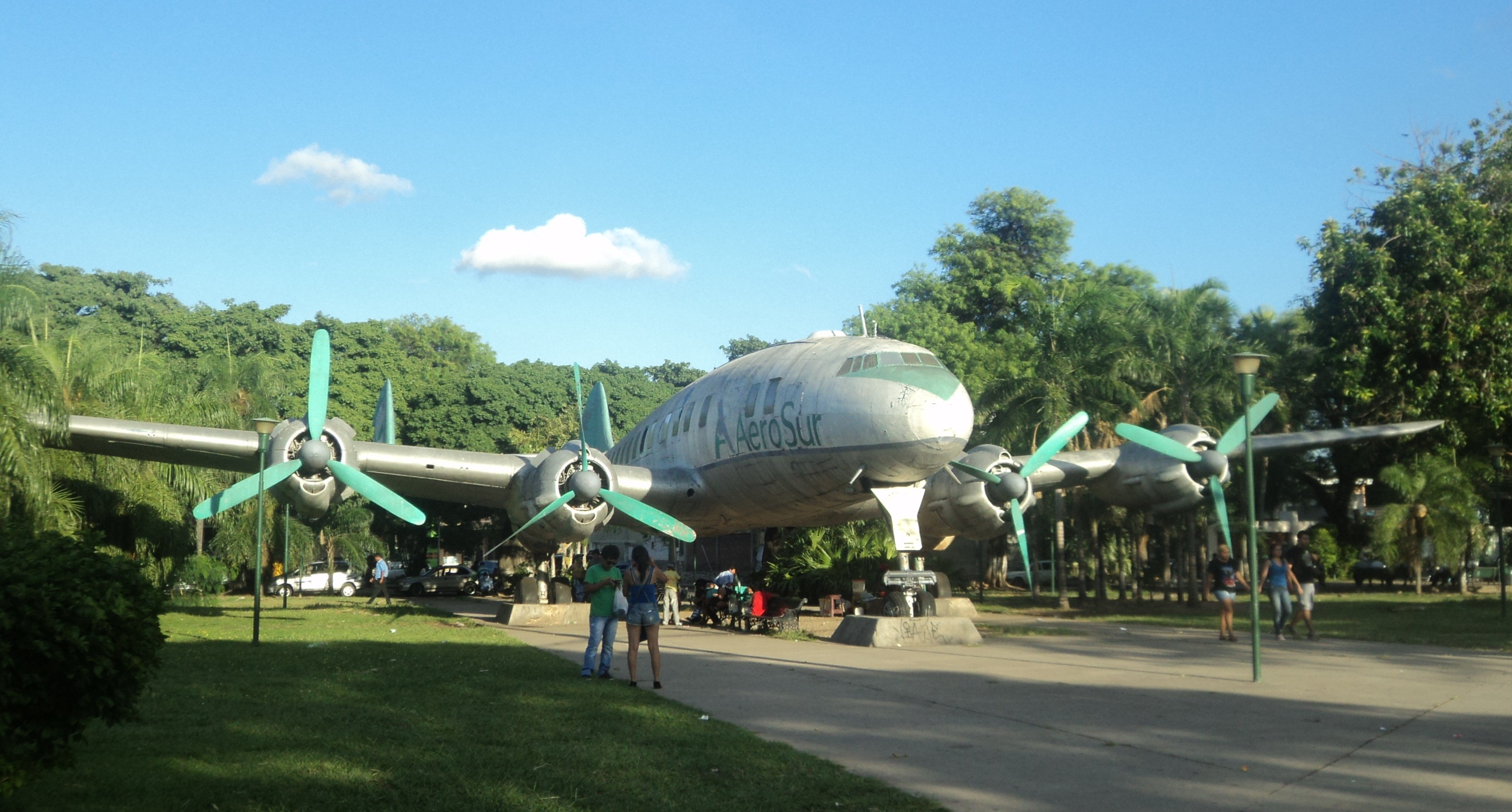
El Lockheed Constellation en Santa Cruz de la Sierra, conocido como el Avión Pirata.

- Un L-1649A Starliner, matrícula N974R (número de construcción 1040) está en muestra permanente en frente de la atracción "Fantasy of Flight" en Lakeland, Florida.[39]
- En el primer anillo de Santa Cruz de la Sierra, Bolivia, se encuentra un L-749 Constellation con matrícula N2520B. Se le conoce como el "Avión Pirata". Forma parte del parque “Boris Banzer Prada” (aunque se conoce por su sobrenombre, Parque del Avión Pirata), y el apodo del avión se debe a que fue capturado por las autoridades bolivianas después de ser usado para actividades de contrabando, el 30 de julio de 1961. Tras varios años de abandono, el avión fue acondicionado como oficina de una agencia de viajes.[40][41]
- Hay un Constellation registrado con matrícula norteamericana N4247K con número de construcción 4144, abandonado en el Aeropuerto Internacional Ninoy Aquino en Manila, Filipinas. Se encuentra allí desde junio de 1988 en condición de deterioro.[42]

De uso militar

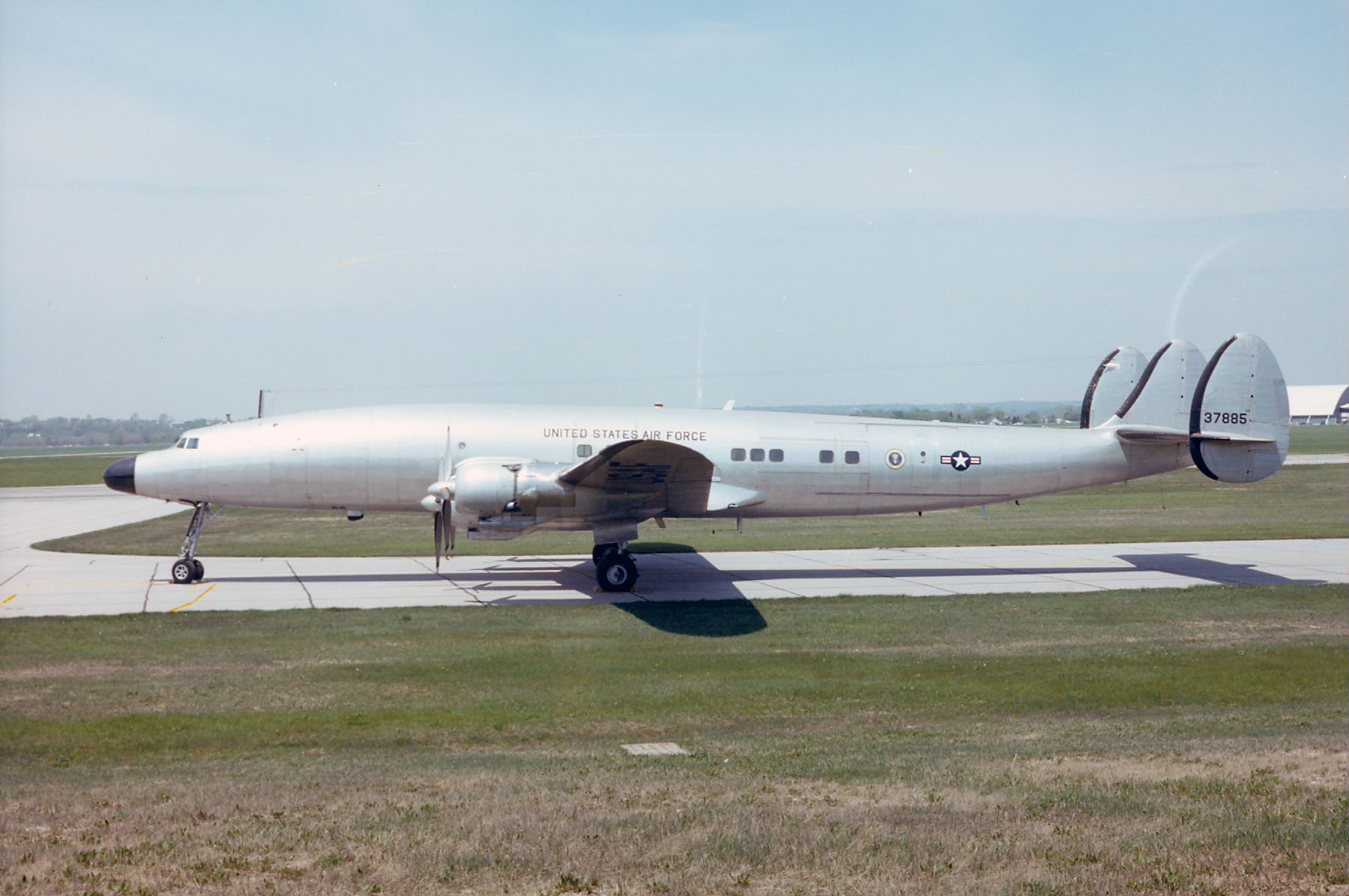
Dwight D. Eisenhower voló en tres Constellations, bautizados Columbine, Columbine II y Columbine III.

- Un L-749 con número de construcción 2613, permanece aparcado en Salina, Kansas. Fue el primero de los dos WV-1 entregados a la Armada de EE. UU. en 1949; constituyó el primer prototipo de los Super Constellation que le sucedieron y fue retirado del servicio con la Armada de EE. UU. desde 1957; fue operado entre 1958 y 1966 por la FAA, y finalmente fue llevado a Salina en 1967, donde permanece aparcado. Voló por última vez en 1992.[43]
- Dwight Eisenhower usó un total de tres Constellation. El VC-121A Columbine (n/s 48-0614) fue usado cuando se desempeñó como comandante del Cuartel General Supremo de las Potencias Aliadas en Europa y antes de ser elegido presidente de los Estados Unidos. Es exhibido en el Museo Pima del Aire y del Espacio en Tucson, Arizona, prestado por el Museo Nacional de la Fuerza Aérea de los Estados Unidos.[44] Los otros dos Constellation, el VC-121E Columbine III (n/s 53-7885) usado como avión presidencial por Dwight Eisenhower y el EC-121 Warning Star (n/s 53-555) están completamente restaurados y expuestos en el Museo Nacional de la Fuerza Aérea de los Estados Unidos en la Base de la Fuerza Aérea de Wright-Patterson cerca a Dayton, Ohio. El Columbine III fue retirado y puesto en exhibición desde 1966 en la galería Presidencial del Museo y el interior del avión está abierto al público. El EC-121 Warning Star está en la galería "Modern Flight" en el mismo museo.[45]
- Un C-121A con número de serie 48-0613 está exhibido en Planes of Fame en Valle, Arizona. Este Constellation está en condiciones de vuelo; de acuerdo al sitio web del museo, este avión fue usado en el Puente Aéreo de Berlín y luego como transporte personal por el General Douglas MacArthur durante la guerra de Corea (quien lo bautizó como Bataan como referencia a la Batalla de Bataan) y luego por otros oficiales del Ejército hasta 1966, cuando fue retirado del servicio militar y pasó a manos de la agencia espacial NASA. Luego de ser adquirido por Planes of Fame, fue restaurado a su configuración inicial incluyendo su "interior VIP".
- Hay un C-121C en la muestra permanente del Museo Nacional del Aire y del Espacio en el Centro Udvar-Hazy ubicado en el Aeropuerto Dulles en Virginia; aunque voló como un transporte C-121C está pintado con los colores de la Guardia Aérea Nacional.[46]
- Un EC-121A con número de serie 48-0614, y con emblemas del 7167º Escuadrón de Misiones Aéreas Especiales, de la Base Aérea de Wiesbaden, Alemania, 1951 - Y el primer transporte personal usado por Dwight D. Eisenhower en su oficio como Comandante Supremo Aliado en Europa, está exhibido en la parte exterior del Museo Pima del Aire y del Espacio, en Tucson, Arizona.[47]
- Un EC-121D Warning Star se exhibe en el Museo Aeroespacial de California en la otrora Base Aérea McClellan en North Highlands, California.  El avión es un préstamo del Museo Nacional de la Fuerza Aérea de los Estados Unidos.[48]
- En la Base Peterson de la Fuerza Aérea de los Estados Unidos en Colorado Springs, Colorado, se encuentra un EC-121T, n/s 52-3425, dentro de la muestra del Museo del Aire y el Espacio Peterson. Estaba asignado previamente como el 966mo AEWCS en la Base McCoy en Florida, y luego en el 79.º AEWCS en la Base Homestead, Florida. Fue el último EC-121 operativo y fue enviado desde su asignación en el 79.º AEWCS a NAS Keflavik, Islandia. Regresó a su ubicación actual en la Base Peterson en octubre de 1978.[49]

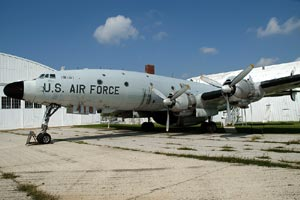
El N4257U en exhibición en el Museo del Combate Aéreo en Topeka, Kansas (EUA)

- Un EC-121T con n/s 53-0554, con registros del 79mo AEWCS en la Base Homestead en Florida, mostrado desde 1974 en la exhibición al aire libre del Museo Pima del Aire y del Espacio en Tucson, Arizona.[50]
- Un RC-121D con n/s 52-3418 /matrícula N4257U y registro federal c/n 4336) fue entregado a la Fuerza Aérea de los Estados Unidos en octubre de 1954. Luego fue redesignado como EC-121D en 1962, convertido a EC-121T pero sin que se suprimiera su radomo superior. Fue reasignado a las Reservas de la USAF en la Base Homestead, Florida, en julio de 1974. Luego fue retirado y volado hasta la Base Davis Monthan para ser guardado el 7 de abril de 1976. Después, fue llevado al Museo de Combate Aéreo en Topeka, Kansas, en marzo de 1981 con matrícula civil N4257U y volado por Frank Lang.
- IN315, un Super Constellation L1049G de la Armada de India (que fuera previamente un L-1049E de Air India con matrícula civil VT-DHM y bautizado "Rani of Ellora") se encuentra en exhibición del Museo de Aviación Naval en Dabolim en Goa, India.[51]

## Especificaciones L-1049 Super Constellation
Referencia datos: Great Aircraft of the World y Quest for Performance

### Características generales
- Tripulación: 5, variable
- Capacidad: 62 a 95 pasajeros en configuración típica, 109 en alta densidad
- Longitud: 35,42 m
- Envergadura: 38,47 m
- Altura: 7,54 m
- Superficie alar: 153,7 m²
- Peso vacío: 36 150 kg (79 700 lb)
- Peso útil: 29 620 kg (65 300 lb)
- Peso máximo al despegue: 62 370 kg (137 500 lb, peso máximo de despegue)
- Planta motriz: 4× motor radial recíproco de 18 cilindros en doble estrella Wright R-3350-DA3 Turbo Compound.
  - Potencia: 2437,5 kW cada uno.

### Rendimiento
- Velocidad nunca excedida (Vne): 607 km/h
- Velocidad crucero (Vc): 547 km/h
- Velocidad de entrada en pérdida (Vs): 160 km/h (indicados)
- Alcance: 8700 km
- Radio de acción: km
- Alcance en combate: km
- Alcance en ferry: km
- Régimen de ascenso: 8,23 m/s (1620 pies/min)
- Potencia/peso: 155 W/kg 0,094 hp/lb